# 6-Stunden-Rennen von Imola 2024

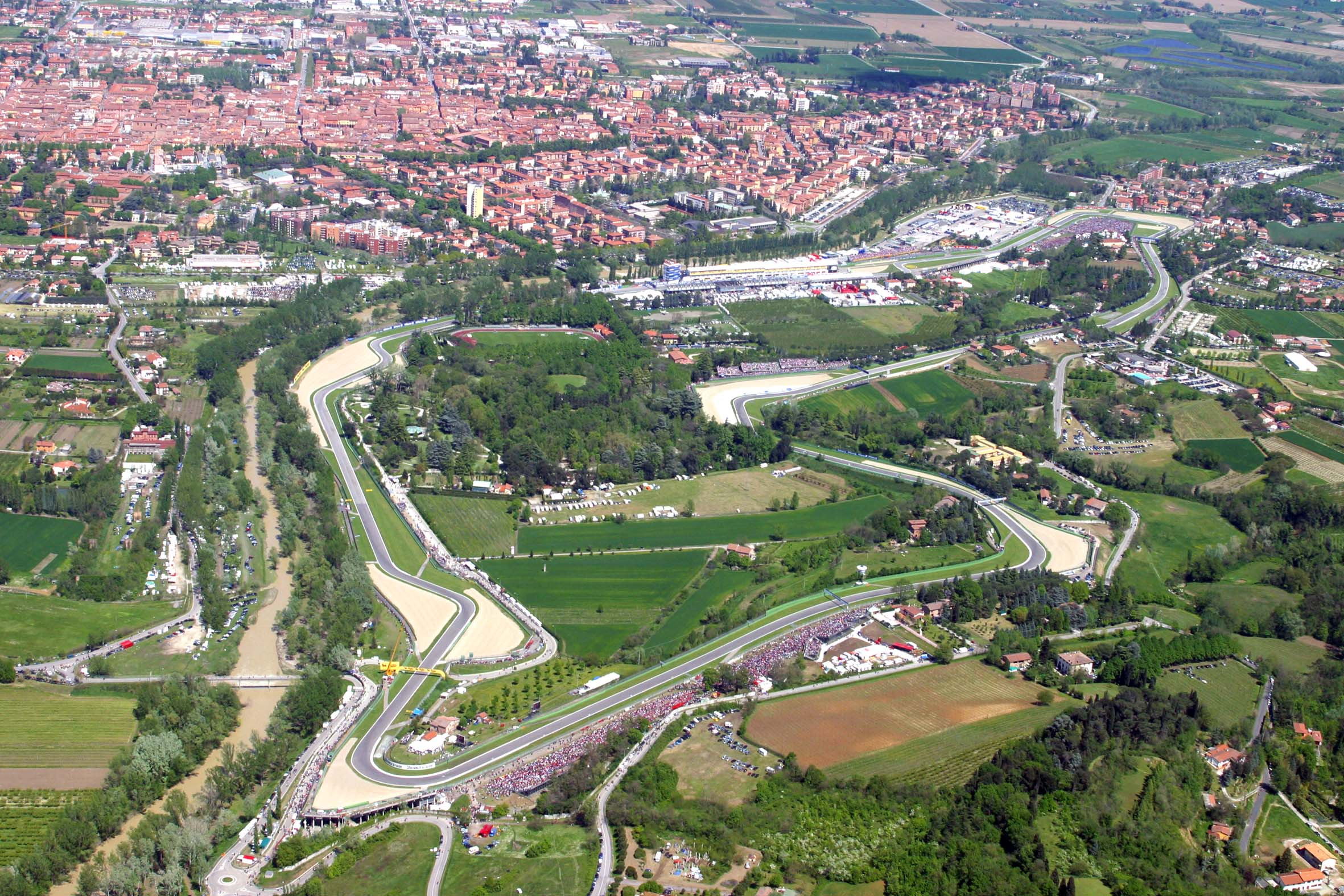
Autodromo Enzo e Dino Ferrari von oben

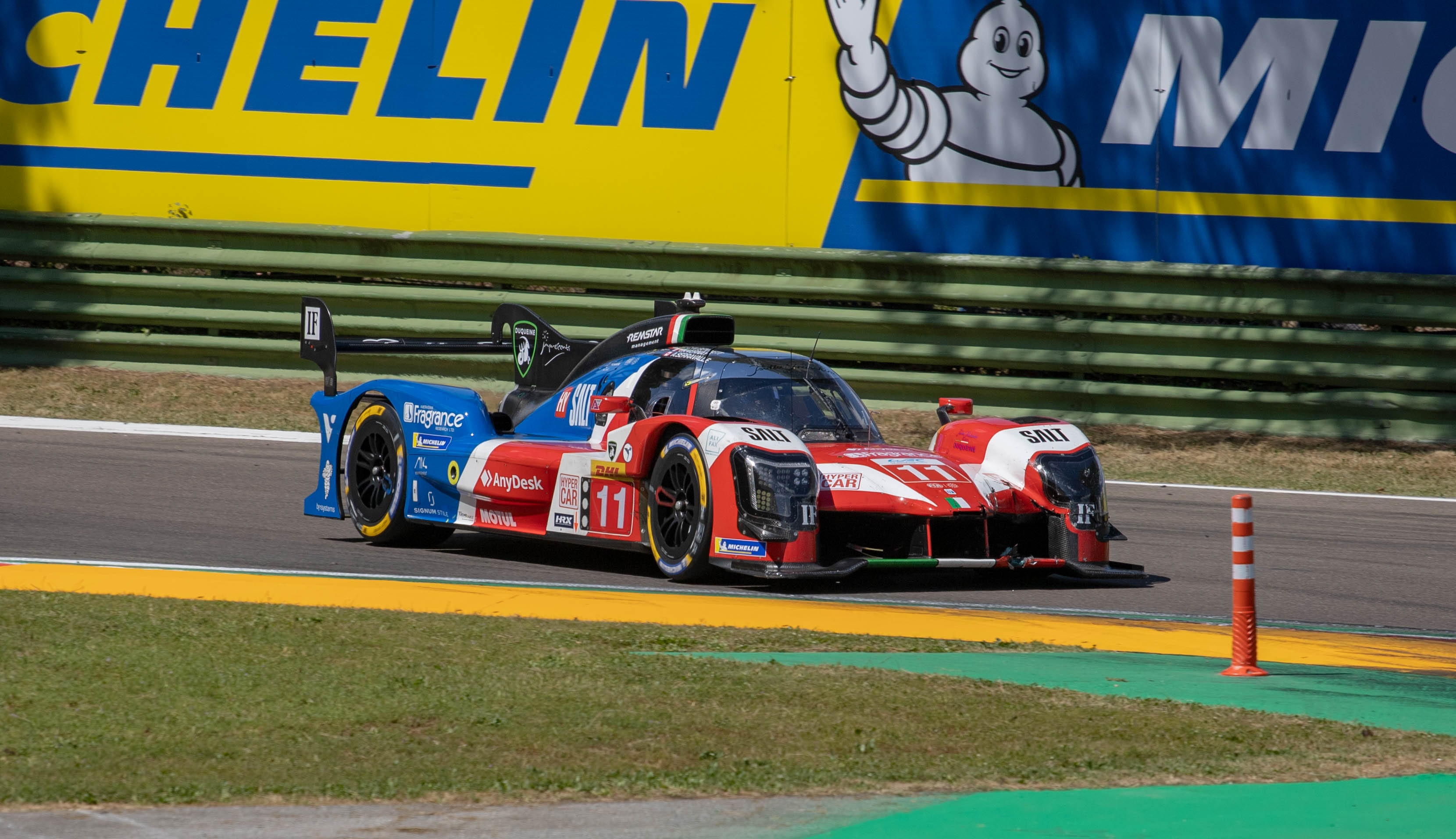
Der Isotta Fraschini Tipo 6-C von Carl Wattana Bennett, Antonio Serravalle und Jean Karl Vernay

Das 6-Stunden-Rennen von Imola 2024, auch 2024 6 Hours of Imola, fand am 21. April auf dem Autodromo Enzo e Dino Ferrari statt und war der zweite Wertungslauf der FIA-Langstrecken-Weltmeisterschaft dieses Jahres.

## Das Rennen
Vor dem Rennen in Imola kam es zu einer erneuten Anpassung der Balance of Performance der Hypercars durch die FIA-Kommission (alle Details dazu in der Tabelle). Wesentlich war dabei die Gewichtsreduzierung bei Ferrari und Toyota. Die Ferrari 499P wurden um 34 kg leichter und die Toyota GR010 Hybrid um 29 kg. Bei Alpine ersetzte Jules Gounon Ferdinand Habsburg im Fahrzeug mit der Nummer 35, der sich bei einem Testunfall zwei Lendenwirbel gebrochen hatte.
Die Ferrari dominierten bei den Hypercars alle Trainingseinheiten einschließlich der Qualifikation, in der die drei gemeldeten 499P die ersten drei Plätze belegten. Schnellstes Fahrzeug war der von Antonio Fuoco gefahrene 499P mit einer Rundenzeit von 1:29,466 Minuten. Im Rennen führten die Ferrari zwar von Beginn an, waren jedoch weniger dominant als erwartet. Vor allem der Toyota mit der Startnummer 7 und der Porsche 963 mit der Startnummer 6 fuhren in den ersten drei Rennstunden beständig wenige Sekunden hinter den Ferraris. Die Vorentscheidung über den Gesamtsieg fiel dann 2 Stunden vor Ende des Rennens, als Regen einsetzte und die Toyota und das Gros der Porsche zum ehestmöglichen Zeitpunkt nach einer Safety-Car-Phase zum Reifenwechsel an die Boxen kamen, während die Ferrari auf der Bahn blieben. Da der Regen, gegen die Hoffnung der Ferrari-Teamleitung auf einen kurzen Schauer, stärker wurde, mussten deren Wagen wenige Runden später ebenfalls zum Reifenwechsel die Boxen ansteuern. Die dabei verlorene Zeit konnte nicht mehr aufgeholt werden. Bester Ferrari im Ziel war der Wagen mit der Nummer 50 von Antonio Fuoco, Miguel Molina und Nicklas Nielsen an der vierten Stelle. Das Rennen gewannen Mike Conway und Kamui Kobayashi und Nyck de Vries für Toyota. Für Nyck de Vries, den Nachfolger von José María López, war es der erste Gesamtsieg bei einem Weltmeisterschaftslauf der WEC. In der Schlussphase kam Kévin Estre im Porsche bis auf 2,7 Sekunden an den Toyota von Kamui Kobayashi heran, der Treibstoff sparen musste. Ein Überholversuch gelang Estre nicht, der von einer Fünf-Sekunden-Zeitstrafe wusste und am Toyota hätte vorbeifahren müssen, um den zum Sieg notwendigen Vorsprung herauszufahren.

## Ergebnisse

### Schlussklassement
| 1               | LMH   | 7   | Toyota Gazoo Racing       | Mike Conway Kamui Kobayashi Nyck de Vries                 | Toyota GR010 Hybrid              | 205 |
| 2               | LMH   | 6   | Porsche Penske Motorsport | Kévin Estre André Lotterer Laurens Vanthoor               | Porsche 963                      | 205 |
| 3               | LMH   | 5   | Porsche Penske Motorsport | Matt Campbell Michael Christensen Frédéric Makowiecki     | Porsche 963                      | 205 |
| 4               | LMH   | 50  | Ferrari AF Corse          | Antonio Fuoco Miguel Molina Nicklas Nielsen               | Ferrari 499P                     | 205 |
| 5               | LMH   | 8   | Toyota Gazoo Racing       | Sébastien Buemi Brendon Hartley Ryō Hirakawa              | Toyota GR010 Hybrid              | 205 |
| 6               | LMH   | 20  | BMW M Team WRT            | Sheldon van der Linde Robin Frijns René Rast              | BMW M Hybrid V8                  | 204 |
| 7               | LMH   | 51  | Ferrari AF Corse          | James Calado Antonio Giovinazzi Alessandro Pier Guidi     | Ferrari 499P                     | 204 |
| 8               | LMH   | 83  | AF Corse                  | Robert Kubica Ye Yifei Robert Schwarzman                  | Ferrari 499P                     | 204 |
| 9               | LMH   | 93  | Peugeot TotalEnergies     | Mikkel Jensen Nico Müller Jean-Éric Vergne                | Peugeot 9X8 2024                 | 203 |
| 10              | LMH   | 2   | Cadillac Racing           | Earl Bamber Alex Lynn                                     | Cadillac V-Series.R              | 203 |
| 11              | LMH   | 38  | Hertz Team Jota           | Jenson Button Philip Hanson Oliver Rasmussen              | Porsche 963                      | 203 |
| 12              | LMH   | 63  | Lamborghini Iron Lynx     | Mirko Bortolotti ---- Daniil Kvjat Edoardo Mortara        | Lamborghini SC63                 | 203 |
| 13              | LMH   | 35  | Alpine Endurance Team     | Paul-Loup Chatin Jules Gounon Charles Milesi              | Alpine A424                      | 201 |
| 14              | LMH   | 12  | Hertz Team Jota           | Will Stevens Callum Ilott Norman Nato                     | Porsche 963                      | 200 |
| 15              | LMH   | 94  | Peugeot TotalEnergies     | Loïc Duval Paul di Resta Stoffel Vandoorne                | Peugeot 9X8 2024                 | 199 |
| 16              | LMH   | 36  | Alpine Endurance Team     | Nicolas Lapierre Matthieu Vaxivière Mick Schumacher       | Alpine A424                      | 199 |
| 17              | LMH   | 11  | Isotta Fraschini          | Carl Wattana Bennett Antonio Serravalle Jean Karl Vernay  | Isotta Fraschini Tipo 6-C        | 191 |
| 18              | LMGT3 | 31  | Team WRT                  | Augusto Farfus Sean Gelael Darren Leung                   | BMW M4 GT3                       | 187 |
| 19              | LMGT3 | 46  | Team WRT                  | Valentino Rossi Ahmad Al Harthy Maxime Martin             | BMW M4 GT3                       | 187 |
| 20              | LMGT3 | 92  | Manthey Pure Racing       | Klaus Bachler Alex Malykhin Joel Sturm                    | Porsche 911 GT3 R LMGT3          | 186 |
| 21              | LMGT3 | 55  | Vista AF Corse            | François Hériau Simon Mann Alessio Rovera                 | Ferrari 296 GT3                  | 186 |
| 22              | LMGT3 | 27  | Heart of Racing Team      | Ian James Daniel Mancinelli Alex Riberas                  | Aston Martin Vantage AMR GT3 Evo | 185 |
| 23              | LMGT3 | 95  | United Autosports         | Josh Caygill Nico Pino Marino Satō                        | McLaren 720S GT3 Evo             | 185 |
| 24              | LMGT3 | 81  | TF Sport                  | Rui Andrade Charlie Eastwood Tom Van Rompuy               | Chevrolet Corvette Z06 GT3.R     | 185 |
| 25              | LMGT3 | 82  | TF Sport                  | Sébastien Baud Daniel Juncadella Hiroshi Koizumi          | Chevrolet Corvette Z06 GT3.R     | 185 |
| 26              | LMGT3 | 77  | Proton Competition        | Ben Barker Ryan Hardwick Zacharie Robichon                | Ford Mustang GT3                 | 184 |
| 27              | LMGT3 | 777 | D'Station Racing          | Marco Sørensen Erwan Bastard Clément Mateu                | Aston Martin Vantage AMR GT3 Evo | 184 |
| 28              | LMGT3 | 59  | United Autosports         | Nicolas Costa James Cottingham Grégoire Saucy             | McLaren 720S GT3 Evo             | 184 |
| 29              | LMGT3 | 54  | Vista AF Corse            | Francesco Castellacci Thomas Flohr Davide Rigon           | Ferrari 296 GT3                  | 184 |
| 30              | LMGT3 | 60  | Iron Lynx                 | Matteo Cressoni Franck Perera Claudio Schiavoni           | Lamborghini Huracán GT3 Evo 2    | 183 |
| 31              | LMGT3 | 78  | Akkodis ASP Team          | ---- Timur Boguslavskiy Kelvin van der Linde Arnold Robin | Lexus RC F GT3                   | 183 |
| 32              | LMGT3 | 87  | Akkodis ASP Team          | Takeshi Kimura José María López Esteban Masson            | Lexus RC F GT3                   | 182 |
| 33              | LMGT3 | 91  | Manthey EMA               | Richard Lietz Morris Schuring Yasser Shahin               | Porsche 911 GT3 R LMGT3          | 171 |
| Disqualifiziert |       |     |                           |                                                           |                                  |     |
| 34              | LMH   | 15  | BMW M Team WRT            | Dries Vanthoor Raffaele Marciello Marco Wittmann          | BMW M Hybrid V8                  | 163 |
| Ausgefallen     |       |     |                           |                                                           |                                  |     |
| 35              | LMH   | 99  | Proton Competition        | Julien Andlauer Harry Tincknell Neel Jani                 | Porsche 963                      | 167 |
| 36              | LMGT3 | 88  | Proton Competition        | Dennis Olsen Mikkel Pedersen Giorgio Roda                 | Ford Mustang GT3                 | 82  |
| 37              | LMGT3 | 85  | Iron Dames                | Sarah Bovy Michelle Gatting Doriane Pin                   | Lamborghini Huracán GT3 Evo 2    | 33  |

### Nur in der Meldeliste
Zu diesem Rennen sind keine weiteren Meldungen bekannt.

### Klassensieger
| Klasse | Fahrer         | Fahrer          | Fahrer        | Fahrzeug            | Platzierung im Gesamtklassement |
| ------ | -------------- | --------------- | ------------- | ------------------- | ------------------------------- |
| LMH    | Mike Conway    | Kamui Kobayashi | Nyck de Vries | Toyota GR010 Hybrid | Gesamtsieg                      |
| LMGT3  | Augusto Farfus | Sean Gelael     | Darren Leung  | BMW M4 GT3          | Rang 18                         |

### Hypercar-Balance-of-Performance
| Fahrzeug                        | Mindestgewicht | Max. Leistung | Max. Energiemenge pro Stint | Hybridboost ab | Handicap Nachtanken |
| ------------------------------- | -------------- | ------------- | --------------------------- | -------------- | ------------------- |
| Cadillac V-Series.R (LMDh)      | 1030 kg (- 2)  | 518 kW (+ 19) | 908 Megajoule (+ 18)        | –              | –                   |
| Ferrari 449P (LMH)              | 1041 kg (- 34) | 509 kW (+ 6)  | 904 Megajoule (+ 3)         | 190 km/h       | 0,2 Sekunden        |
| Peugeot 9X8 2024 (LMH)          | 1061 kg (+ 31) | 509 kW (- 11) | 906 Megajoule (+ 2)         | 190 km/h       | 0,2 Sekunden        |
| Porsche 963 (LMDh)              | 1033 kg (- 15) | 508 kW (+ 3)  | 901 Megajoule (+ 1)         | –              | –                   |
| Toyota GR010 Hybrid (LMH)       | 1060 kg (- 29) | 516 kW (+ 6)  | 916 Megajoule (+ 2)         | 190 km/h       | 0,2 Sekunden        |
| BMW M Hybrid V8 (LMDh)          | 1035 kg (- 25) | 511 kW (+ 5)  | 905 Megajoule (+ 1)         | –              | –                   |
| Alpine A424 (LMDh)              | 1042 kg (- 28) | 514 kW (+ 4)  | 909 Megajoule               | –              | –                   |
| Lamborghini SC63 (LMDh)         | 1034 kg (- 7)  | 516 kW (+ 14) | 908 Megajoule (+ 13)        | –              | –                   |
| Isotta Fraschini Tipo 6-C (LMH) | 1058 kg (- 27) | 519 kW (+ 5)  | 920 Megajoule (+ 3)         | 190 km/h       | 0,2 Sekunden        |

### Renndaten
- Gemeldet: 37
- Gestartet: 37
- Gewertet: 33
- Rennklassen: 2
- Zuschauer: unbekannt
- Wetter am Rennwochenende: erst warm und trocken, später Regen
- Streckenlänge: 4,909 km
- Fahrzeit des Siegerteams: 6:00:34.717 Stunden
- Runden des Siegerteams: 205
- Distanz des Siegerteams: 1006,345 km
- Siegerschnitt: unbekannt
- Pole Position: Antonio Fuoco – Ferrari 499P (#50) – 1:29,466 = 197,500 km/h
- Schnellste Rennrunde: Antonio Fuoco – Ferrari 499P (#50) – 1:31,794 = 192,500 km/h
- Rennserie: 2. Lauf zur FIA-Langstrecken-Weltmeisterschaft 2024